# Św. Tomasz z Vilanueva dający jałmużnę
Św. Tomasz z Vilanueva dający jałmużnę (hiszp. Santo Tomás de Villanueva dando limosnas) – powstały w 2. poł. XVII w. obraz autorstwa hiszpańskiego malarza barokowego Bartolomé Estebana Murilla.
Artysta przedstawił wydarzenie znane z biografii św. Tomasza z Villanueva. Murillo namalował obraz dla klasztoru kapucynów w Sewilli. Dzieło znajduje się w Muzeum Sztuk Pięknych w Sewilli.